# 란가오루역
란가오루역(岚皋路站)은 상하이 푸퉈구 란가오로·퉁촨로에 위치한 상하이 지하철 7호선의 지하역이다. 2009년 12월 5일에 개통하였다.

## 역 구조
7호선의 역은 지하 섬식 승강장으로 설계되었다.
| 지면층   | 출구                            | 1-5번 출구                            |
| 지하 1층 | 대합실                          | 개집표기, 자동매표기, 유인 안내데스크 |
| 지하 2층 | ←                               | ■7호선 메이란후 방면 (신춘루)         |
| 지하 2층 | 섬식 승강장, 왼쪽 출입문이 열림 |                                       |
| 지하 2층 | →                               | ■7호선 화무루 방면 (전핑루)           |

## 출구
|          |                                            |      |  |
| 출구     | 출구 인근                                  | 사진 |  |
| 1번 출구 | 란가오로(岚皋路) 동측, 퉁촨로(铜川路) 남측 |      |  |
| 2번 출구 | 란가오로(岚皋路) 동측, 1번 출구 남측       |      |  |
| 3번 출구 | 퉁촨로(铜川路) 남측, 란가오로(岚皋路) 서측 |      |  |

## 연결 교통
40, 112, 112구간, 117, 165, 206, 224, 321, 561, 724, 737, 738, 744, 822, 830, 846, 858, 859, 876, 909, 923, 951, 베이안선, 후가 특선(청두 북로 방향 편도 정류장, 하차장에서 승차 불가), 후탕 특선, 신자 특선

## 역 인근
- 상하이시 베이하이 중학교(上海市北海中学)
- 상하이 시립 화광 고등학교(上海市民办华光高级中学)
- 핀쭌 국제센터(品尊国际中心)